# Église Saint-Pierre-et-Saint-Paul de Bussy

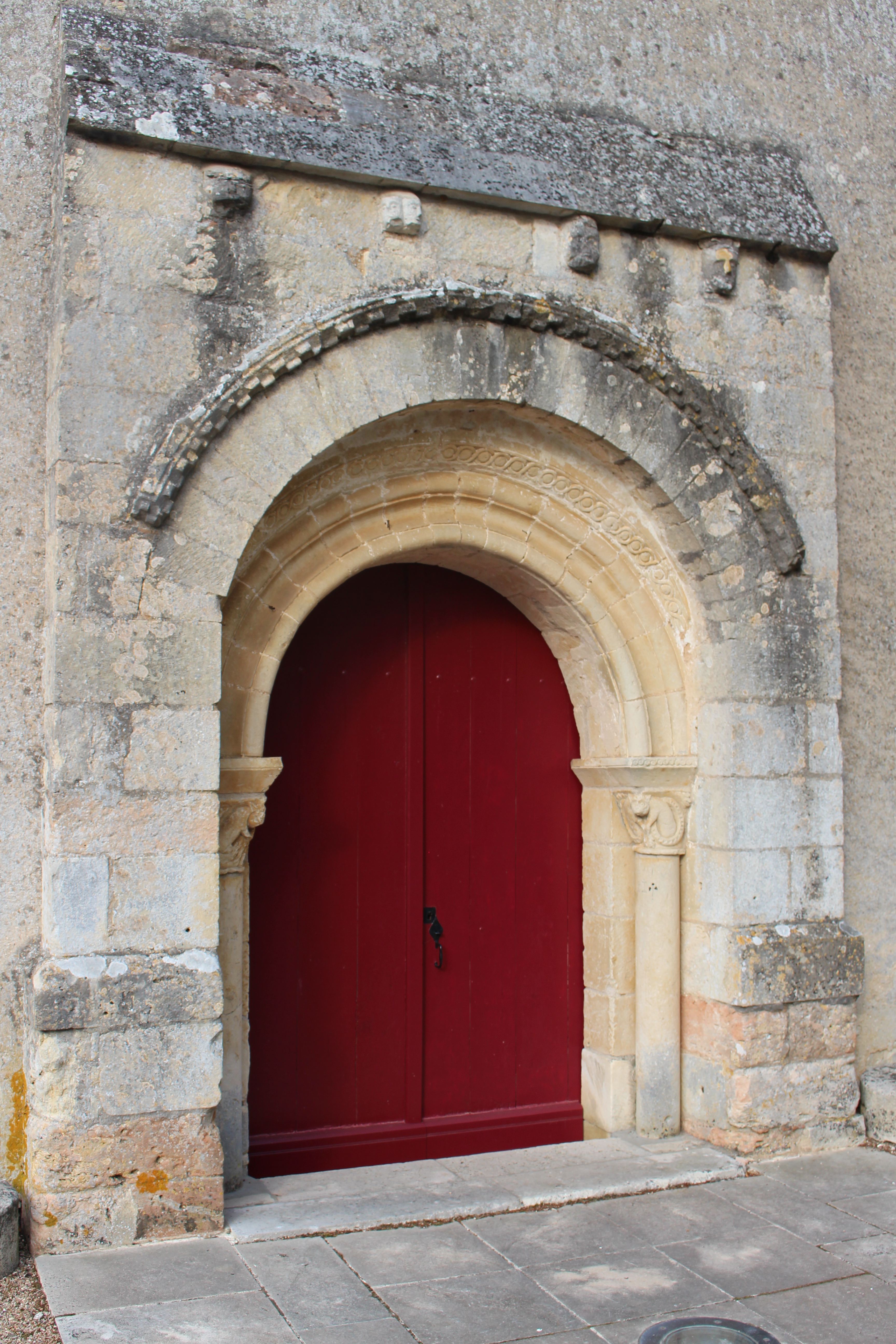
Le portail

Pour les articles homonymes, voir Église Saint-Pierre-et-Saint-Paul.
L'église Saint-Pierre-et-Saint-Paul est une église catholique située sur la commune de Bussy, dans le département du Cher, en France.

## Historique
L'édifice est classé au titre des monuments historiques en 1910.